# 洪丕谟
洪丕谟（1940年—2005年），中国学者、书法家。

## 生平
1940年11月生于上海，祖籍浙江慈溪。父亲洪吉求，法国文学博士，海上收藏家。
1958年，考入上海市卫生局中医大专班。曾行医近20年，精通中医临床。1981年，由医转文。入上海华东政法学院，今华东政法大学语文教研室执教。1986年，任职于华东政法学院古籍整理研究所。曾从事中国古代法律文献的整理研究工作，是华东政法大学副教授。后任华东政法大学文学与法研究所所长。
书法以行草见长，质朴多姿。是中国书法家协会会员、中国书法家协会第一届学术委员。是上海书画研究院画师，曾任上海市大学书法教育协会会长、上海书法家协会副主席。也曾是慈溪画院名誉院长、金陵书画院名誉院长。生前与画家唐云为好友。
2005年5月22日，在上海逝世，遗孀姜玉珍。

## 代表著作
生前著作宏富，共编辑出版了122本著作，多研究中国传统文化。
- 《洪丕谟书法集》、《洪丕谟精品集》、《洪丕谟文选》
- 《中国书法史话》、《中国文房四宝》
- 《墨池散记》、《拈花微笑》、《唐诗与人生》